# Paul Van Hyfte
Paul Van Hyfte (Eeklo, 19 de enero de 1972) es un ciclista belga que fue profesional de 1994 a 2004.
Tras su retirada trabajó para Shimano conduciendo un coche neutro en el Tour de Flandes, provocando una caída en la edición de 2015.

## Palmarés
1998
- Gran Premio de la Villa de Zottegem

2001
- Campeonato de Flandes
- Schaal Sels

## Resultados en Grandes Vueltas
| Carrera | Carrera         | 1994 | 1995 | 1996  | 1997 | 1998 | 1999 | 2000 | 2001 | 2002  | 2003 | 2004 |
| ------- | --------------- | ---- | ---- | ----- | ---- | ---- | ---- | ---- | ---- | ----- | ---- | ---- |
|         | Giro de Italia  | —    | —    | —     | —    | —    | —    | —    | —    | —     | —    | —    |
|         | Tour de Francia | —    | —    | 120.º | 90.º | 64.º | —    | 79.º | 92.º | 120.º | —    | —    |
|         | Vuelta a España | —    | —    | —     | —    | —    | 76.º | —    | —    | —     | —    | —    |

―: no participa

Ab.: abandono